# Григорий XIII
Григо́рий XIII (лат. Gregorius PP. XIII; в миру Уго Бонкомпаньи, итал. Ugo Boncompagni; 7 января (по другим данным 1 января) 1502, Болонья — 31 марта (10 апреля) 1585, Рим) — папа римский с 13 мая 1572 года по 31 марта (10 апреля) 1585 года. Провёл календарную реформу, приняв вместо юлианского календаря более точный григорианский.

## Биография
Уго Бонкомпаньи родился 7 января 1502 года в Болонье. Происходил из семьи местных нобилей Бонкомпаньи. Изучал право в Болонском университете, а затем, как квалифицированный юрист, доктор права, был советником многих епископов в Риме и Триденте. В 1565 году был назначен кардиналом и послан с дипломатической миссией в Мадрид. В период понтификата Пия IV не одобрял слишком жёстких, по его мнению, папских приговоров. Имел одного внебрачного сына, Джакомо, которого после получения папской тиары не мог слишком сильно опекать в новой атмосфере тридентской реформы. Григорий XIII — последний папа, про которого известно, что у него были незаконные дети.
Большую власть над папой имели иезуиты, театинцы и их сторонники. Однако Григорию XIII удалось назначить кардиналами двух своих племянников, но их влияние в Римской курии было ограниченным. Родной брат папы, который выехал из Болоньи в Рим, чтобы поздравить Григория с избранием на трон св. Петра, получил приказ вернуться обратно. Хронисты подчёркивают, что папа, по примеру Пия V, вёл набожный образ жизни и что даже в первые годы понтификата еженедельно трижды сам отправлял мессу. В период Возрождения вид папы, служащего обедню (кроме особо торжественных случаев), был крайне редким. В Риме дело реформы продолжали члены новых монашеских орденов, призванных возродить религиозную жизнь и пропагандировать христианские принципы в духе решений Тридентского собора. Большим признанием пользовалась научная деятельность иезуита Роберта Беллармина (1542—1621), признанного в 1930 году святым, а в 1931 году — доктором (учителем) церкви. По инициативе папы в Риме появилось два учебных заведения (коллегии). Первая коллегия получила позднее название Григорианского университета, а вторая — Германская коллегия — была предназначена для немецкого духовенства, происходившего из высших слоёв общества, и призвана оздоровить мораль духовенства в Германской империи. Создана была также Греческая коллегия для обучения духовенства, предназначенного для пастырской деятельности на территориях, находившихся под влиянием православной церкви.

## Введение григорианского календаря
Григорий XIII прославил своё имя, введя во всех католических странах разработанный священником-иезуитом и астрономом Христофором Клавиусом григорианский календарь. Причиной реформы было попадание фактического дня весеннего равноденствия на 10 марта, в то время как пасхалия требует брать в расчёт 21 марта из юлианского календаря. Он издал папскую буллу Inter gravissimas, обнародованную 24 февраля 1582 года. Реформа календаря ликвидировала десятидневное отставание юлианского календаря по отношению к солнечному году. Високосные годы, когда февраль насчитывает 29 дней, устанавливались реже (отныне не являлись високосными годы, кратные 100, но не кратные 400, например, 1700, 1800, 1900).

## Григорий XIII иРеформация
Григорий XIII внимательно следил за борьбой с Реформацией. Получив известие о кровавой резне, учинённой с согласия Екатерины Медичи над гугенотами в ночь св. Варфоломея (с 23 на 24 августа 1572 года), папа приказал отслужить благодарственный молебен. Понтификат Григория XIII — это период необычайно интенсивного развития папской дипломатии. Папские легаты действовали при дворах Франции, Испании, Португалии, в немецких княжествах, в Швеции и Польше, чтобы любой ценой сдержать процесс Реформации. Однако протестантизм утверждался во многих странах. Папа готов был даже поддержать тайный заговор, направленный на то, чтобы уничтожить английскую королеву Елизавету. Католические историки утверждают, что подобный заговор против папы планировала и сама королева Елизавета. Религиозная борьба носила совершенно бесчестный характер. Во времена Григория XIII развивалась миссионерская деятельность на завоёванных Испанией и Португалией заморских территориях. Иезуиты там вели энергичную работу. В 1575 году было начато строительство папского дворца на Квиринале. В XVII и XVIII веках он служил резиденцией папам, которые считали пребывание за влажными стенами Ватикана вредным для здоровья. Григорий XIII умер в возрасте 83 лет, будучи самым пожилым папой XVI столетия.